# 九条OS
九条OS劇場（くじょうオーエスげきじょう）は、かつて大阪府大阪市西区九条2丁目にあったストリップ劇場。

## 歴史
1951年（昭和26年）7月に開館した。名称のOSは大阪ストリップを略した「O・S」に由来する。
2012年（平成24年）12月に閉鎖された。その後、2013年に土地と建物が売りに出され、2015年（平成27年）7月には跡地に賃貸マンションが建てられた。

## 特徴
毎年盆と暮れにSM大会を開催するため、「関西の変態小屋」と言われた。2006年（平成18年）頃からは基本的にストリップは行わず、ワンドリンク制のショーパブ形式で営業を続けていた。

## かつて所属していたストリッパー
- 河村紀香
- 一愛遥（ちなり はるか）
- 姫月涼（きづき りょう）
- 相沢かれん
- 舞花
- 天羽夏月（あもう なつき）